# ملاك الحزن

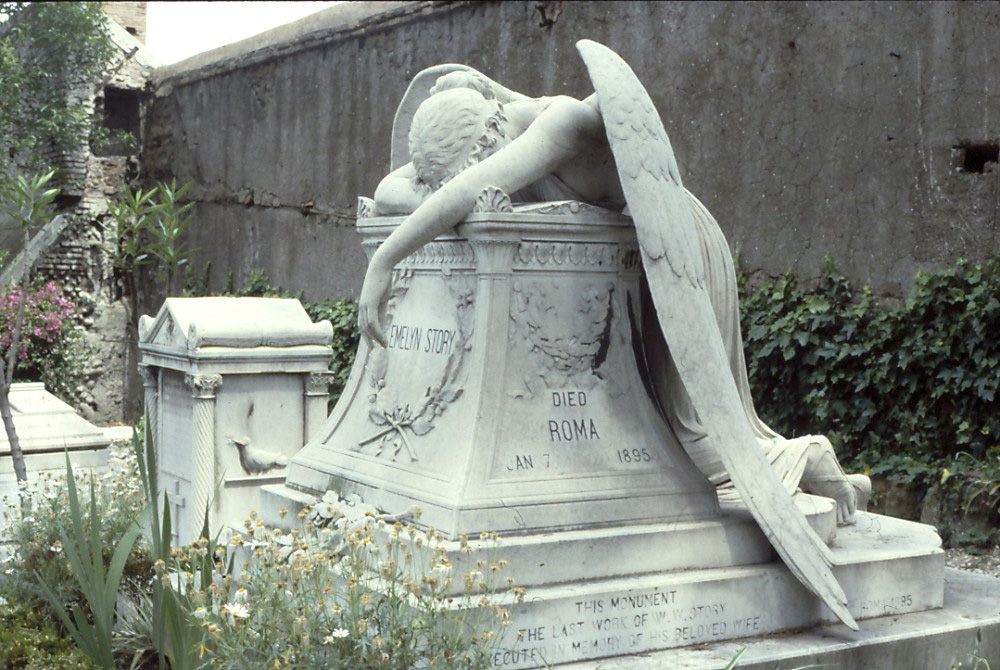
تمثال ملاك الحزن في روما

تمثال ملاك الحزن (بالإيطالية: Angelo del dolore)‏ (أو الملاك المنتحب Weeping Angel) هو تمثال للنحات وليام ويتمور ستوري، نحته عام 1894 ليوضع على قبر زوجته إميلين ستوري في المقبرة البروتستانتية في روما في إيطاليا.
وصُنعَ الكثير من النسخ من هذا التمثال الذي يعبر عن الحزن على فراق الأحباب، ومنها واحد مقام في جامعة ستانفورد ضمن النصب التذكاري لهنري ستانفورد، وآخر في مقبرة غرين وود في بروكلين في نيويورك.